# Lingua scots
La lingua scots o scozzese (scots leid; /ˈskots lid/) è una lingua germanica occidentale in uso in Scozia e nell'Ulster. Parte del ramo delle lingue anglo-frisoni, è strettamente affine all'inglese. Viene anche definito Lowland Scots in contrapposizione al gaelico scozzese che è invece un idioma celtico, limitato storicamente alle Highlands, alle Ebridi e al Galloway, ovverosia alla parte nord-occidentale della Scozia. In italiano questa lingua può essere designata come “scozzese” o "scoto".
Per la consistenza del gruppo di locutori, e per la sua marcata caratterizzazione, lo scots viene considerato lingua a sé, distinta sia dalla lingua inglese sia dalla sua variante scozzese parlata in Scozia, sebbene la strutturazione di fondo ne sia la medesima e la capacità di comunicazione tra i parlanti delle due lingue sia più che sufficiente, derivando entrambi dall'antica lingua anglosassone (Old English).
Lo scozzese trae infatti origine dalla lingua germanica degli Angli che abitavano a nord del fiume Humber, con influssi provenienti dall'inglese moderno. In effetti ha molti punti di contatto con il dialetto dell'Inghilterra settentrionale, con cui in passato condivideva una certa area di transizione. Al contrario, presenta caratteristiche che lo differenziano in modo molto marcato dai dialetti inglesi meridionali e di conseguenza dall'inglese standard.

## Storia
L'inglese antico (Old English), o lingua anglosassone, era già diffuso nella Scozia sud-orientale nel VII secolo, essendo la regione parte del regno anglosassone di Northumbria. L'anglosassone in Scozia rimase confinato a questa regione fino al XIII secolo, rimanendo la lingua di uso comune, mentre il gaelico era la lingua della Corte Scozzese. La variante della lingua inglese media parlata nel sud-est della Scozia, anche conosciuta come scots antico, cominciò a divergere da quello della Northumbria nel XII e nel XIII secolo. Altre influenze sullo sviluppo dello scots furono dal latino, utilizzato in ambito ecclesiastico e legale e dalle lingue romanze, in particolare il francese, diffusosi grazie alla Auld Alliance, e l'olandese, grazie al commercio e all'immigrazione proveniente dai Paesi Bassi. Lo scots include anche numerosissimi prestiti linguistici celtici grazie al contatto con il gaelico. Antichi documenti legali medievali includono termini giuridici e amministrativi di origine gaelica; al giorno d'oggi le principali parole designanti particolari caratteristiche geografiche e culturali scozzesi, come ceilidh, loch, glen e clan, sono di origine celtica.
Dal XIII secolo lo scots antico si diffonde ulteriormente in Scozia tramite i Burghs, istituzioni urbane stabilite per la prima volta da re Davide I di Scozia. L'aumento del prestigio dello scots antico nel XIV secolo, e il declino del francese in Scozia, rese lo scots la lingua di prestigio della maggior parte della Scozia meridionale e orientale. Dal XVI secolo lo scots medio aveva stabilito delle regole ortografiche e norme letterarie indipendenti da quelle che si stavano sviluppando in Inghilterra con la lingua inglese, ed era diventata la lingua letteraria della Scozia. Dal 1610 al 1690, durante la colonizzazione dell'Ulster, una grande quantità di parlanti di scots – 200 000 circa – si stabilì nel nord dell'Irlanda, dando origine al dialetto scozzese dell'Ulster. Il termine scots moderno è utilizzato per descrivere la lingua dopo il 1700, quando, a causa dell'unione politica della Scozia con l'Inghilterra, l'inglese moderno fu adottato come lingua ufficiale e letteraria della nazione, e lo scots si ridusse a vernacolo, ossia a lingua di uso pressoché dialettale.

## Dialetti
Lo scozzese si suddivide in almeno cinque dialetti:
- Scots del nord, parlato a nord di Dundee, spesso suddiviso a sua volta in North Northern, Mid Northern (conosciuto anche come Scots del nord-est o dialetto dorico) e South Northern, e nella contea di Caithness.
- Scots centrale, parlato da Fife e Perthshire a Lothian e Wigtownshire; spesso suddiviso in Scots centrale del nord-est, Scots centrale del sud-est, Scots centrale dell'ovest e Scots centrale del sud-ovest.
- Scots del sud o semplicemente lingua di confine o dialetto di confine, parlato nelle aree di confine con l'Inghilterra.
- Scots insulare, parlato nelle isole Orcadi e Shetland.
- Ulster Scots, parlato da discendenti di immigrati scozzesi in Irlanda del Nord e a County Donegal nella Repubblica irlandese; qualche volta viene indicato con il neologismo Ullans, una contrazione di Ulster e Lallans (un sinonimo di Lowlands). Comunque in un recente articolo Caroline Macafee, autrice del The Concise Ulster Dictionary, ha dichiarato che l'Ulster Scots è "chiaramente un dialetto dello Scots centrale".

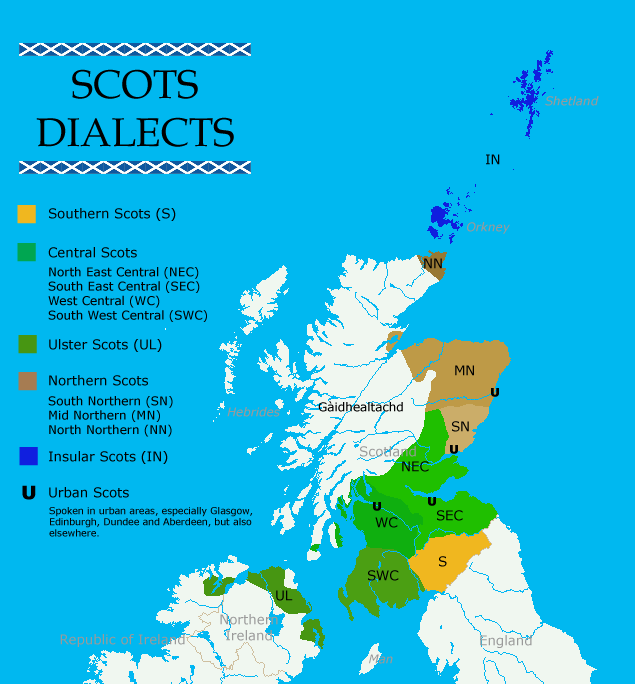
Dialetti dello Scozzese.

## Particolarità linguistiche e ortografiche
- Il suono [x], scomparso in inglese, è reso con ch (loch [lox], lago, mare).
- Il suono [ʍ] è reso quh (quhyte, in inglese white, "bianco").
- La [a:] dell'AI è rimasta immutata (è diventata [o:] in inglese) (laird, in inglese lord, "signore").
- La lunghezza di una vocale è indicata da una i o da una y (heid, in inglese head, "testa"; laird, in inglese lord, "signore").
- k corrisponde all'inglese ch (breeks, in inglese breeches, "braghe"; kirk, in inglese church, "chiesa").
- Le vocali non sono alterate da r seguente (bird [bird], word [ward]).
- Il suono [y] è scritto ui (Guid mornin, buon giorno).
- Sono numerose le differenze lessicali (bonnie, beautiful; how are you keepin?, come stai?; the back of nine, poco dopo le nove, etc.).

Come esempio di scozzese, ecco una celebre poesia di Robert Burns:
O ye, wha are sae guid yoursel,

Sae pious and sae holy,

Ye've nought to do but mark and tell

Your neebours' fauts and folly!

Whose life is like a weel-gaun mill,

Supplied wi store o water;

The heapet happer's ebbing still.

An' still the clap plays clatter!